# 할레-메르제부르크 대관구
할레-메르제부르크 대관구는 1933년부터 1945년까지 프로이센의 작센 주 지역에 있던 나치 독일의 대관구이다. 그 이전인 1925년부터 1933년까지는 나치당의 지역 조직 중 하나였다.

## 역사
원래 나치의 대관구(Gau) 조직은 1926년 5월 22일 나치당 회의에서 지역당 조직 구조 개선을 목적으로 창립한 구역이었다. 이후 1933년 나치가 독일의 권력을 장악하면서 독일의 주 단위 행정구역이 당의 대관구 행정구역으로 대체되었다.
각 대관구를 지휘하는 대관구지휘자는 점점 더 권력이 세지면서 제2차 세계 대전 이후에는 외부에서 거의 간섭을 받지 않았다. 지역 대관구지휘자는 정당 행정 뿐 아니라 정부 직책에도 관여하여 선전 감시 등 다양한 작전을 수행했으며, 1944년 9월 이후에는 국민돌격대 소집과 각 대관구 방어작전 역할도 맡았다.
할레-메르제부르크 대관구의 대관구지휘자는 1925년부터 1926년까지 발터 에른스트가, 이어 1926년부터 1931년까지 파울 힝클러가, 뒤이어 1931년부터 1937년까지 루돌프 요르단이 맡았다. 이후 1937년부터 종전인 1945년까지 요아힘 알브레히트 에겔링이 할레-메르젠부르크 대관구의 대관구지휘자가 되었다. 초대 대관구지휘자인 발터 에른스트는 1945년 4월 작전 중 사망하였고, 파울 힝클러는 같은 달에 자살하였다. 3대 대관구지휘자인 루돌프 요르단은 전후 소련에게 구금되어 25년형을 선고받았으나 1955년 가석방되었고 1988년 사망하였다. 그는 전후 나중에 나치 독일 시절에 대한 회고록을 출간했는데, 이 책에서 자신의 전쟁범죄 책임에 대해서 완전히 인정하지는 않았다. 마지막 대관구지휘자인 요아힘 에겔링은 할레 도시의 파괴를 막기 위하여 1945년 4월 나치 지도부에게 도시 방어를 포기하겠다는 탄원을 보냈다. 이를 거절당하자 1945년 4월 15일 스스로 자살했으며 이어 4월 19일에는 미군이 할레 도시를 탈환했다.